# 444. Sicherungs-Division (Wehrmacht)
Die 444. Sicherungs-Division war eine deutsche Infanteriedivision im Zweiten Weltkrieg.

## Division z.b.V. 444
Im 25. Oktober 1939 wurde eine Division z.b.V. 444 in Darmstadt im Wehrkreis XII aufgestellt. Mitte März 1941 erfolgt die Umbenennung in die 444. Sicherungs-Division. 

## 444. Sicherungs-Division

### Aufstellung durch Umbenennung

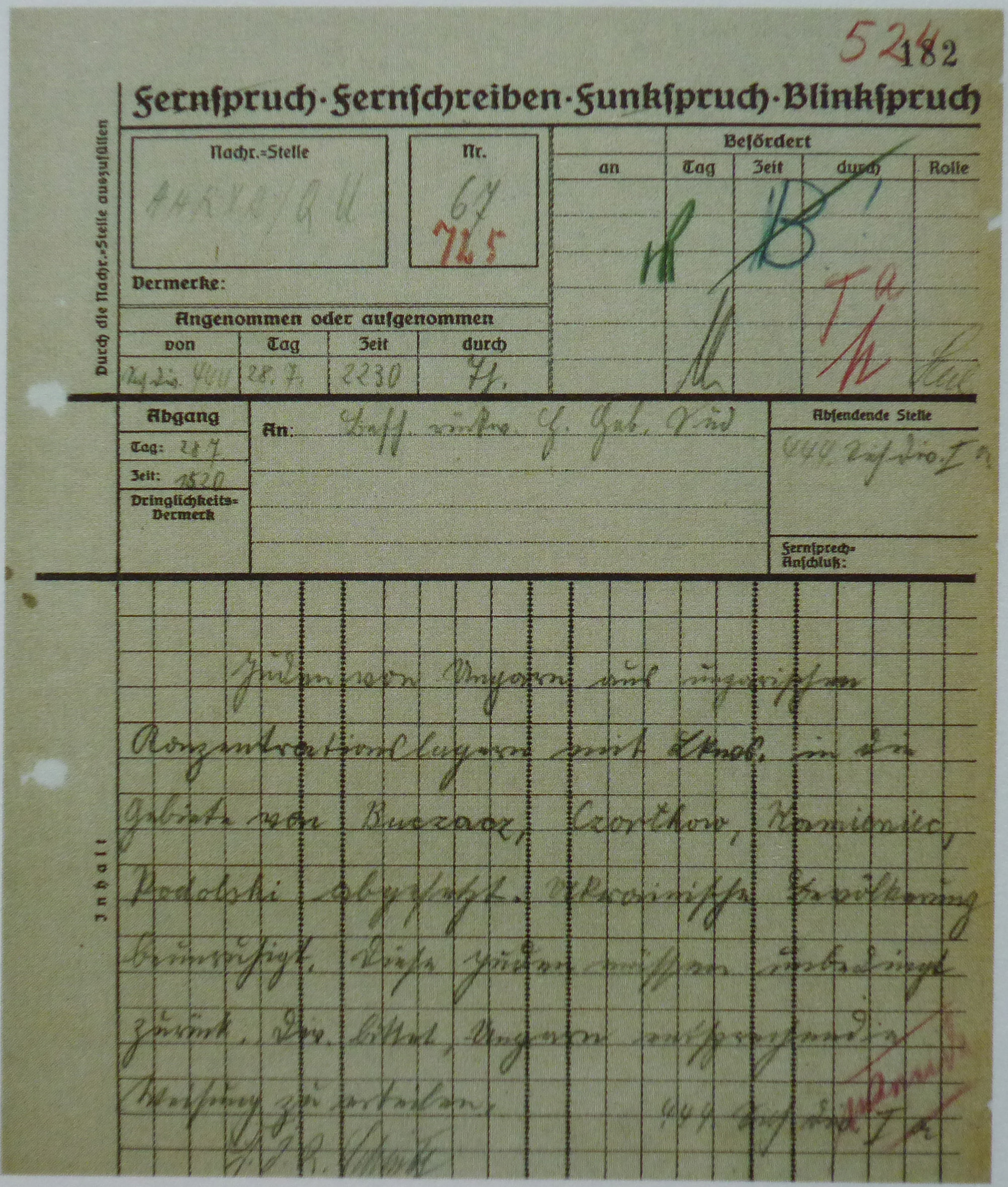
Fernschreiben des Ia der Division an den Befehlshaber des rückwärtigen Heeresgebietes Süd Karl von Roques mit der Bitte um Rückführung von in die Ukraine geschickter Juden aus ungarischen Konzentrationslagern, 28. Juli 1941.

Die Division wurde am 15. März 1941 bei Ohlau in Schlesien im Wehrkreis VIII aus dem Stab der Division z.b.V. 444 und Teilen der 221. Infanterie-Division aufgestellt. Die Division wurde während des gesamten Kriegs überwiegend an der Ostfront, im Bereich Südrussland der Heeresgruppe Süd zugeordnet, für Sicherungsaufgaben im rückwärtigen Heeresgebiet eingesetzt. 
Hierzu wurde der Division das Polizei-Bataillon 311 der Ordnungspolizei als ergänzender Verband zugeteilt.
Ab September 1941 wurde der Verband in der besetzten Sowjetunion aktiv um die Bevölkerung zu kontrollieren und die Besatzungsmaßnahmen durchzuführen.  

### Eingliederung von Turk-Truppen
Ab November 1941 war der Division befohlen, Turkverbände aus den Kriegsgefangenenlagern heraus aufzustellen. Im November 1942 wurde ein turkestanisches Regiment für die Division geschaffen. Anfang Januar 1943, jetzt in der Heeresgruppe A, wurden sechs kalmückische Reiterschwadronen als Kalmückenabteilung unter das Kommando der Division gestellt. Im Februar erfolgte die Unterstellung unter die 4. Panzerarmee, dann unter die Armeeabteilung Hollidt und dem daraus entstandenen Nachfolger, der 6. Armee. Zwischen Rostow und Mius erfolgten in diesem Zeitraum die Sicherungsmaßnahmen der Division, welche als nicht kampffähig beschrieben wird.

### Auflösung
Anfang 1944 erfolgte die Herauslösung beider Sicherungs-Regimenter und im Mai 1944 wurde die Division ganz aufgelöst.

## Kriegsverbrechen
Ab September 1941 folgte in unterschiedlicher Zusammenstellung mit anderen Einheiten die Partisanenbekämpfung, welche in die Ermordung der jüdischen Bevölkerung von Saporischschja mit ca. 3700 Toten gipfelt.

## Kommandeure
- Generalmajor Alois Josef Ritter von Molo: bis April 1941
- Generalleutnant Wilhelm Rußwurm: April 1941 bis Februar 1942 (zur 403. Sicherungs-Division)[6]
- Generalleutnant Helge Auleb: Februar 1942 bis März 1942
- Generalmajor/Generalleutnant Adalbert Mikulicz: März 1942 bis zur Auflösung[6]

## Gliederung
1942
- verstärktes Infanterie-Regiment 360 (aus der 221. Infanterie-Division, später zur 111. Infanterie-Division und als Sicherungs-Regiment 360 bei der 454. Sicherungs-Division)
- Wach-Bataillon 708
- II./Artillerie-Regiment 221 (aus der 221. Infanterie-Division)
- Landesschützen-Regimentsstab 46
- Divisions-Nachrichten-Abteilung 828
- Kosaken-Hundertschaft 444 (zur 454. Sicherungs-Division)
- Panzer-Kompanie 445 aus Beutepanzern
- Turkestanische Hundertschaft 444
- Divisionseinheiten 360

1943
- Sicherungs-Regiment 46 (Anfang 1944 zum Korück 558 der 8. Armee)
- Sicherungs-Regiment 602 (Anfang 1944 zum Korück 558 der 8. Armee)
- Nachrichten-Abteilung 828 (November 1941 aus Feld-Nachrichten-Kommandantur 44)
- Kommandeur der Divisions-Nachschubtruppen 360